# Leopold I van Stiermarken
Leopold I van Stiermarken ook bekend als Liutpold, Leopold de Strijdbare en Leopold de Sterke (gestorven op 26 maart 1129) was van 1122 tot aan zijn dood markgraaf van Stiermarken.

## Levensloop
Hij was de zoon van markgraaf Ottokar II van Stiermarken en Elisabeth van Oostenrijk, dochter van markgraaf Leopold II van Oostenrijk. Rond het jaar 1123 huwde hij met Sophia van Beieren uit het huis Welf. Sophia was een dochter van hertog Hendrik de Zwarte en ook een tante van Frederik I Barbarossa, die van 1152 tot 1190 Rooms-Duits koning en keizer van het Heilig Roomse Rijk was. Ze kregen minstens vier kinderen:
- Ottokar III (1125-1164), markgraaf van Stiermarken
- Elisabeth, gehuwd met graaf Rudolf II van Stade en met hertog Hendrik V van Karinthië
- Margaretha
- Kunigunde, gehuwd met graaf Otto II van Purgstall

Bij de Investituurstrijd koos Leopold de zijde van de paus en de aartsbisschop van Salzburg tegen keizer Hendrik V en verwierf op deze manier zijn bijnaam. Ook erfde hij in 1122 de landerijen van Hendrik III van Eppenstein, een neef van zijn vader en hertog van Karinthië. Op deze manier werd het grondgebied van Leopold flink vergroot. Ook had hij meerdere paltsen in zijn bezit en was hij voogd van het Stift Sankt Lambrecht. Tevens richtte hij enkele kloosters en abdijen op, waaronder de Reinabdij. 
In 1129 stierf Leopold. Zijn vierjarige zoon Ottokar volgde hem op als markgraaf van Stiermarken, waardoor zijn weduwe Sophia jarenlang optrad als regentes. Hij werd begraven in de Reinabdij, waar zijn graf in 2006 ontdekt werd.